# Forcipomyia pinamarensis
Forcipomyia pinamarensis är en tvåvingeart som beskrevs av Gustavo R. Spinelli 1983. Forcipomyia pinamarensis ingår i släktet Forcipomyia och familjen svidknott. Inga underarter finns listade i Catalogue of Life.